# Жерве де Базош
Жерве де Базош (Gervais de Bazoches) (казнён в 1108 в Дамаске) — князь Галилеи (Тибериады) с 1106.
Французский дворянин. Прибыл в Палестину вместе с братом Гуго (ум. после 28 сентября 1110), сеньором де Базош-сюр-Вель. Согласно Histoire du Duché de Valois par Claude Carlier, они — участники Первого крестового похода, сыновья Миля II де Базоша.
В 1106 году Жерве де Базош получил от иерусалимского короля Балдуина I княжество Галилея, предыдущий правитель которого Гуго де Фокамберг к тому времени умер.
В мае 1108 года его вооружённый отряд в составе 80 всадников и 200 пехотинцев попал в засаду и был разбит армией Туктегина, атабека Дамаска. Жерве де Базош оказался в плену.
За его освобождение атабек потребовал города Птолемаида и Тибериада. Король Балдуин I не согласился на территориальные уступки и предложил денежный выкуп.
Переговоры закончились ничем, и Жерве де Базош был казнён.
Его брат Гуго умер не ранее 28 сентября 1110 года. После его смерти княжество Галилея отошло к Жослену де Куртене.